# Thijs ter Horst
Thijs ter Horst (ur. 18 września 1991 w Almelo) – holenderski siatkarz, reprezentant Holandii, grający na pozycji przyjmującego. 

## Sukcesy klubowe
Liga holenderska:
- 2011

Liga południowokoreańska:
- 2018, 2023[4]

Superpuchar Włoch:
- 2020

Liga włoska:
- 2021, 2022[5]

Puchar Włoch:
- 2022[6]

## Sukcesy reprezentacyjne
Liga Europejska:
- 2012[7]
- 2019

Memoriał Huberta Jerzego Wagnera:
- 2013